# Colletes halophilus
Colletes halophilus là một loài ong trong họ Colletidae. Loài này được Verhoeff miêu tả khoa học đầu tiên năm 1944.